# Crockett Cup (2023)
Crockett Cup 2023 es un evento pago por visión de lucha libre profesional producido por National Wrestling Alliance. Tendrá lugar el 3 de junio de 2023 desde el Winston-Salem Fairgrounds Annex en Winston-Salem, Carolina del Norte. Este será el segundo evento de pago por visión de la NWA en el 2023.

## Resultados

### Noche 1: 3 de junio
- Dark Match: The Outrunners (Turbo Floyd & Truth Magnum) derrotaron a Daisy Kill & Talos, The Miserably Faithful (Sal the Pal & Gaagz the Gymp) y a Eric Jackson & Jeremiah Plunkett (con Danny Dealz) en un Elimination Match clasificando al Torneo por la Copa Crockett 2023.
  - Gymp cubrió a Daisy Kill con «Roll-Up».
  - Plunkett eliminó a Gymp después de aplicarle un «Spinebuster».
  - Mims eliminó a Plunkett después de aplicarle un «Big Strong Slam».
- Dark Match: Judais & Max the Impaler (con Father James Mitchell) derrotaron a The NOW (Hale Collins & Vik Dalishus) en la Primera Ronda del Torneo por la Copa Crockett 2023, avanzado a la Segunda Ronda.
  - Judais cubrió Collins después de aplicarle un «ChokeSlam».
- Dark Match: Magnum Muscle (Dak Draper & Mims) derrotó a The Spectaculars (Brady Pierce & Rush Freeman) (con Rolando Freeman) en la Primera Ronda del Torneo por la Copa Crockett 2023, avanzado a la Segunda Ronda.
  - Draper cubrió a Rush después de aplicarle un «Big Strong Suplex».
- Pre-Show: Fodder & Flip Gordon (con Angelina Love) derrotaron a Sent2Slaughter (Dan Maff & Shawn Donovan) en la Primera Ronda del Torneo por la Copa Crockett 2023, avanzado a la Segunda Ronda.
  - Gordon cubrió a Donovan después de aplicarle un «Springboard Moonsault».
- Pre-Show: The SVGS (Jax Dane & Blake "Bulletproof" Troop) (con Chris Silvio, Esq.) derrotaron a TNT (Terrence & Terrell Hughes) por rendición en la Primera Ronda del Torneo por la Copa Crockett 2023, avanzado a la Segunda Ronda
  - Troop forzó a Terrence a rendirse con un «Figure 4 Ankle Lock».
- Pre-Show: The Brothers of Funstruction (Yabo the Clown & Ruffo the Clown) derrotaron a The Fixers (Jay Bradley & Wrecking Ball Legursky) en la Primera Ronda del Torneo por la Copa Crockett 2023, avanzado a la Segunda Ronda.(6:59)
  - Yabo cubrió a Legursky con un «Crucifix Pin».
- Pre-Show: Los Vipers (Arez & Toxin) derrotaron a The Heatseekers (Elliot Russell & Matt Sigmon) en la Primera Ronda del Torneo por la Copa Crockett 2023, avanzado a la Segunda Ronda.(6:26)
  - Arez cubrió a Sigmon con un «NorthenLight Suplex».
- Pre-Show: The Immortals (Kratos & Odinson) derrotaron a Brian Brock & "Magic" Jake Dumas (con CJ) en la primera Ronda del Torneo por la Copa Crockett 2023, avanzando a la Segunda Ronda.(4:24)
  - Kratos cubrió a Brock después de aplicarle un «KTG».
- Pre-Show: The Outrunners (Turbo Floyd & Truth Magnum) derrotaron a Idolmania Sports Management (Cyon & Jordan Clearwater) (con Austin Idol) en la Primera Ronda del Torneo por la Copa Crockett 2023, avanzando a la Segunda Ronda.(8:51)
  - Magnum cubrió a Clearwater después de aplicarle un «Bracket Buster» en conjunto con Floyd.
  - Durante el combate, un hombre enmascarado interfirió en contra de Idolmania Sports Management.
  - Después del combate, el hombre enmascarado atacó a Cyon en ringside y encarando a Idol.
- Blunt Force Trauma (Carnage & Damage) (con Aron Stevens) derrotaron a The Outrunners (Turbo Floyd a Truth Magnum) en la Primera Ronda del Torneo por la Copa Crockett 2023, avanzando a la Segunda Ronda.(4:28)
  - Carnage cubrió a Floyd después de aplicarle un «Double Flatlainer» junto a Damage.
- Kratos & Odinson derrotaron a los Campeones en Parejas de los Estados Unidos de NWA The Country Gentlemen (AJ Cazana & Anthony Andrews) (con Joe Cazana) en la Segunda Ronda del Torneo por la Copa Crockett 2023, avanzando a los cuartos de final.(7:57)
  - Kratos cubrió a Andrews después de aplicarle un «KTG».
- Joe Alonzo (con Jamie Stanley) derrotó a Alex Taylor (con Danny Dealz) por rendición.(7:47)
  - Alonzo forzó a Taylor a rendirse con un «Armbar».
  - Durante el combate, Stanley interfirió a favor de Alonzo.
- The Mortons (Ricky & Kerry) derrotaron a Los Vipers (Arez & Toxin) en la Segunda Ronda del Torneo por la Copa Crockett 2023, avanzando a los Cuartos de final.(7:21)
  - Kerry cubrió a Arez después de que Ricky lo golpeara con el título.
- The Brothers of Funstruction (Yabo the Clown & Ruffo the Clown) derrotaron a A Cut Above (Thom Latimer & Rhett Titus) en la Segunda Ronda del Torneo por la Copa Crockett 2023, avanzando a los Cuartos de final.(9:27)
  - Ruffo cubrió a Titus con «Roll-Up» apoyado por Yabo.
- Jinetes del Aire (Myzteziz Jr. & Octagón Jr.) derrotaron a The SVGS (Jax Dane & Blake "Bulletproof" Troop) (con Chris Silvio, Esq.) en la Segunda Ronda del Torneo por la Copa Crockett 2023, avanzando a los Cuartos de final.(5:46)
  - Octagón cubrió a Troop después de un «Springboard 450° Splash» de Myzteziz.
- Ruthie Jay, Samantha Starr & M95 (Madi & Missa Kate) (con Baby Doll) derrotaron a Pretty Empowered (Ella Envy, Kenzie Paige, Kylie Paige & Roxy) en un Hardcore Team War.(14:05)[1]
  - Roxy eliminó a Kate después de aplicarle un «Codebreaker Un ex Strike».
  - Madi eliminó a Roxy después de aplicarle un «Scissor Kick Reality Check».
  - Madi eliminó a Kylie después de forzarla a rendirse con un «STF» utilizando un palo de hockey.
  - Kenzie eliminó a Madi después de golpearla con 2 bandejas en la cabeza.
  - Kenzie eliminó a Jay con un «Roll-Up» después de que Envy le echará polvo en la cara a Jay.
  - Starr eliminó a Kenzie arrojandola por encima de la tercera cuerda.
  - Starr eliminó a Envy después golpearla con un puño de cadena.
  - Originalmente La Rosa Negra era parte del combate pero fue reemplazada por Ruthie Jay debido a una lesión.
- Mike Knox & Trevor Murdoch derrotaron a Magnum Muscle (Dak Draper & Mims) en la Segunda Ronda del Torneo por la Copa Crockett 2023, avanzando a los Cuartos de final.(5:53)
  - Knox cubrió a Mims después de aplicarle un «High-Low Combo» en conjunto con Murdoch.
- The Midnight Riders (Tyrus & Chris Adonis) derrotaron a The Warriors from the Wasteland (Judais & Max the Impaler) (con Father James Mitchell) por descalificación en la Segunda Ronda del Torneo por la Copa Crockett 2023, avanzando a los Cuartos de final.(9:31)
  - Max fue descalificado por empujar al árbitro.
- EC3 (c) derrotó a "Thrillbilly" Silas Mason (con Pollo Del Mar) reteniendo el Campeonato Nacional Peso Pesado de NWA.(12:56)
  - EC3 cubrió a Silas con un «Roll-Up».
  - David Crockett fue el comentarista invitado en esta lucha.
- La Rebelión (Bestia 666 & Mecha Wolf) derrotaron a Flippin' Psychos (Flip Gordon & Fodder) (con Angelina Love) en la Segunda Ronda del Torneo por la Copa Crockett 2023, avanzando a los Cuartos de final.(11:45)[2][3]
  - Bestia cubrió a Gordon después de aplicarle un «Frog Splash».
  - Antes del combate, se informó que Fodder no recibía el alta médica para luchar pero apareció más tarde en el combate.
  - Durante el combate, el Vampiro interfirió a favor de La Rebelión.

### Noche 2: 4 de junio
- Pre-Show: The Country Gentlemen (Anthony Andrews & AJ Cazana) (con Joe Cazana) derrotaron a The SVGS (Jax Dane & Blake "Bulletproof" Troop) (con Chris Silvio Esq.), Arez & Toxin, The Spectaculars (Brady Pierce & Rolando Freeman), TNT (Terrence & Terrell Hughes), Daisy Kill & Talos, Magnum Muscle (Dak Draper & Mims), The Fixers (Jay Bradley & Wrecking Ball Legursky) y a The NOW (Hale Collins & Vik Dalishus) en un Gauntlet Match reteniendo los Campeonatos en Parejas de los Estados Unidos de NWA
  - Mims eliminó a Collins después de aplicarle un «Suplex Slam Combo» con Draper.
  - Draper eliminó a Legursky después de aplicarle un «Missile Dropkick».
  - Talos eliminó a Draper después de aplicarle un «ChokeSlam».
  - Terrence eliminó después de aplicarle un «3D» junto a Tarrell.
  - Pierce eliminó a Terrell después de aplicarle un «Diving Elbow Drop».
  - Dane eliminó a Freeman después de aplicarle un «Lariat».
  - Troop eliminó a Arez después de aplicarle un «Troop-Plex».
  - Andrews cubrió a Troop después de aplicarle un «Death Turist» junto a Cazana.
- Pre-Show: "Thrillbilly" Silas Mason (con Alex Taylor) derrotó a Dan Maff.
  - Mason cubrió a Maff después de aplicarle un «Black Hole Slam».
- Pre-Show: M95 (]Madi & Misa Kate) derrotaron a Angelina Love & Max The Impaler (con Father James Mitchell) reteniendo los Campeonatos Mundiales Femeninos en Parejas de NWA.
  - Kate cubrió a Love después de aplicarle un «Kick Failed».
- Pre-Show: Ruthie Jay derrotó a la Campeona Mundial Femenino Televisivo de NWA Kenzie Paige por descalificación.
  - Paige fue descalificada debido a que Kylie Paige intervino para atacar a Jay.
  - Como resultado, Paige retuvo el título.
- Jinetes del Aire (Myzteziz Jr. & Octagón Jr.) derrotaron a The Brothers of Funstruction (Yabo the Clown & Ruffo the Clown).(4:10)
  - Octagon cubrió a Ruffo después de aplicarle un «450° Splash».
- Mike Knox & Trevor Murdoch derrotaron a The Mortons (Ricky & Kerry).(5:03)
  - Knox cubrió a Kerry después de aplicarle un «High-Low Combo» con Murdoch.
- The Midnight Riders (Tyrus & Chris Adonis) derrotaron a The Immortals (Kratos & Odinson) por nocaut.(7:43)
  - Adonis dejó inconsciente a Odinson con un «Master's Lock».
- Blunt Force Trauma (Carnage & Damage) (con Aron Stevens) derrotaron a los Campeones Mundiales en Parejas de NWA La Rebelión (Bestia 666 & Mecha Wolf) (con Vampiro).(5:56)
  - Carnage cubrió a Wolf después de aplicarle un «Double Flatliner» con Damage.
  - Antes de la lucha, Blunt Force Trauma atacaron a La Rebelión.
- EC3 (c) derrotó al Campeón Mundial Televisivo de NWA Thom Latimer reteniendo el Campeonato Nacional Peso Pesado de NWA.(11:37)
  - EC3 cubrió a Latimer después de aplicarle un «Double Underhook Piledriver».
  - El título de Latimer no estuvo en juego.
- Colby Corino (con Jamie Stanley) derrotó a Flip Gordon, Eric Jackson, Joe Alonzo, Gaagz the Gymp, Jarron Fulton, y a PJ Hawx en un Seven-Way Scramble Match ganando una oportunidad por el Campeonato Mundial Junior Peso Pesado de NWA.(10:52)
  - Corino cubrió a Gordon después de aplicarle un «Jumping DDT».
  - Después del combate, el Campeón Kerry Morton salió al ring a confrontarlo.
  - Durante el combate, Judais & Father James Mitchell interfirieron en contra de Gymp.
- Blunt Force Trauma (Carnage & Damage) (con Aron Stevens) derrotaron a Myzteziz Jr. & Octagón Jr..(6:00)
  - Damage cubrió a Octagon después de aplicarle un «Double-Team Flatliner» con Carnage.
  - Antes de la lucha, Blunt Force Trauma atacaron a Myzteziz Jr. & Octagon Jr.
- Mike Knox & Trevor Murdoch derrotaron a The Midnight Riders (Tyrus & Chris Adonis).(7:53)
  - Knox cubrió a Adonis después de aplicarle un «High-Low Combo» con Murdoch.
- The Masked Mystery Man derrotó a Cyon (con Austin Idol) en un Unsanctioned Match por decisión del árbitro.(8:05)
  - el árbitro detuvo el combate debido al ataque que estaba recibiendo Cyon por parte de Idol & Masked Mystery Man.
  - Durante el combate, Idol traicionó a Cyon.
  - Después del combate, Masked Mystery Man atacó a Cyon & Jordan Clearwater.
- Kamille (c) derrotó a Natalia Markova reteniendo el Campeonato Mundial Femenino de NWA.(12:54)[4]
  - Kamille cubrió a Markova después de aplicarle un «Spear».
- Mike Knox & Trevor Murdoch derrotaron a Blunt Force Trauma (Carnage & Damage) (con Aron Stevens) en la Final del Torneo ganando la Copa Crockett 2023.(9:55)[5][6]
  - Murdoch cubrió a Carnage después de aplicarle un «High-Low Combo» con Knox.
  - Durante el combate, Stevens interfirió a favor de Blunt Force Trauma.

## Torneo
|  | Primera ronda                                                   | Primera ronda                                                   | Primera ronda                                                   |                                                                 |      | Segunda ronda | Segunda ronda                              | Segunda ronda                              |     |                            | Cuartos de final           | Cuartos de final                           | Cuartos de final                           |      |                                       | Semifinales                           | Semifinales   | Semifinales   |  |                                       | Final                                 | Final         | Final         |  |
|  | (PPV) Noche 1                                                   | (PPV) Noche 1                                                   | (PPV) Noche 1                                                   |                                                                 |      | (PPV) Noche 1 | (PPV) Noche 1                              | (PPV) Noche 1                              |     |                            | (PPV) Noche 2              | (PPV) Noche 2                              | (PPV) Noche 2                              |      |                                       | (PPV) Noche 2                         | (PPV) Noche 2 | (PPV) Noche 2 |  |                                       | (PPV) Noche 2                         | (PPV) Noche 2 | (PPV) Noche 2 |  |
|  |                                                                 |                                                                 |                                                                 |                                                                 |      |               |                                            |                                            |     |                            |                            |                                            |                                            |      |                                       |                                       |               |               |  |                                       |                                       |               |               |  |
|  |                                                                 |                                                                 |                                                                 |                                                                 |      |               |                                            |                                            |     |                            |                            |                                            |                                            |      |                                       |                                       |               |               |  |                                       |                                       |               |               |  |
|  |                                                                 |                                                                 |                                                                 |                                                                 |      |               |                                            |                                            |     |                            |                            |                                            |                                            |      |                                       |                                       |               |               |  |                                       |                                       |               |               |  |
|  |                                                                 |                                                                 |                                                                 |                                                                 |      |               |                                            |                                            |     |                            |                            |                                            |                                            |      |                                       |                                       |               |               |  |                                       |                                       |               |               |  |
|  |                                                                 |                                                                 |                                                                 |                                                                 |      |               |                                            |                                            |     |                            |                            |                                            |                                            |      |                                       |                                       |               |               |  |                                       |                                       |               |               |  |
|  |                                                                 | La Rebelión (Bestia 666 & Mecha Wolf)                           | La Rebelión (Bestia 666 & Mecha Wolf)                           | Pin                                                             |      |               |                                            |                                            |     |                            |                            |                                            |                                            |      |                                       |                                       |               |               |  |                                       |                                       |               |               |  |
|  |                                                                 |                                                                 |                                                                 | Pin                                                             |      |               |                                            |                                            |     |                            |                            |                                            |                                            |      |                                       |                                       |               |               |  |                                       |                                       |               |               |  |
|  |                                                                 |                                                                 | Psycho Boy Fodder & Flip Gordon                                 |                                                                 |      |               |                                            |                                            |     |                            |                            |                                            |                                            |      |                                       |                                       |               |               |  |                                       |                                       |               |               |  |
|  | Flippin' Psycho (Flip Gordon & Fodder)                          | Flippin' Psycho (Flip Gordon & Fodder)                          | Pin                                                             |                                                                 |      |               |                                            |                                            |     |                            |                            |                                            |                                            |      |                                       |                                       |               |               |  |                                       |                                       |               |               |  |
|  | Flippin' Psycho (Flip Gordon & Fodder)                          | Flippin' Psycho (Flip Gordon & Fodder)                          | Pin                                                             |                                                                 |      |               |                                            |                                            |     |                            |                            |                                            |                                            |      |                                       |                                       |               |               |  |                                       |                                       |               |               |  |
|  | Sent2Slaughter (Dan Maff & Shawn Donovan)                       |                                                                 |                                                                 |                                                                 |      |               |                                            |                                            |     |                            |                            |                                            |                                            |      |                                       |                                       |               |               |  |                                       |                                       |               |               |  |
|  |                                                                 |                                                                 |                                                                 |                                                                 |      |               | La Rebelión (Bestia 666 & Mecha Wolf)      | La Rebelión (Bestia 666 & Mecha Wolf)      | Pin |                            |                            |                                            |                                            |      |                                       |                                       |               |               |  |                                       |                                       |               |               |  |
|  |                                                                 |                                                                 |                                                                 |                                                                 |      |               |                                            |                                            | Pin |                            |                            |                                            |                                            |      |                                       |                                       |               |               |  |                                       |                                       |               |               |  |
|  |                                                                 |                                                                 | Blunt Force Trauma (Carnage & Damage)                           |                                                                 |      |               |                                            |                                            |     |                            |                            |                                            |                                            |      |                                       |                                       |               |               |  |                                       |                                       |               |               |  |
|  |                                                                 |                                                                 |                                                                 |                                                                 |      |               |                                            |                                            |     |                            |                            |                                            |                                            |      |                                       |                                       |               |               |  |                                       |                                       |               |               |  |
|  |                                                                 |                                                                 |                                                                 |                                                                 |      |               |                                            |                                            |     |                            |                            |                                            |                                            |      |                                       |                                       |               |               |  |                                       |                                       |               |               |  |
|  |                                                                 |                                                                 |                                                                 |                                                                 |      |               |                                            |                                            |     |                            |                            |                                            |                                            |      |                                       |                                       |               |               |  |                                       |                                       |               |               |  |
|  |                                                                 | Blunt Force Trauma (Carnage & Damage)                           | Blunt Force Trauma (Carnage & Damage)                           | Pin                                                             |      |               |                                            |                                            |     |                            |                            |                                            |                                            |      |                                       |                                       |               |               |  |                                       |                                       |               |               |  |
|  |                                                                 |                                                                 |                                                                 | Pin                                                             |      |               |                                            |                                            |     |                            |                            |                                            |                                            |      |                                       |                                       |               |               |  |                                       |                                       |               |               |  |
|  |                                                                 |                                                                 | The Outrunners (Turbo Floyd & Truth Magnum)                     |                                                                 |      |               |                                            |                                            |     |                            |                            |                                            |                                            |      |                                       |                                       |               |               |  |                                       |                                       |               |               |  |
|  | Idolmania Sports Management (Cyon & Jordan Clearwater)          |                                                                 |                                                                 |                                                                 |      |               |                                            |                                            |     |                            |                            |                                            |                                            |      |                                       |                                       |               |               |  |                                       |                                       |               |               |  |
|  |                                                                 |                                                                 |                                                                 |                                                                 |      |               |                                            |                                            |     |                            |                            |                                            |                                            |      |                                       |                                       |               |               |  |                                       |                                       |               |               |  |
|  | The Outrunners (Turbo Floyd & Truth Magnum)                     | The Outrunners (Turbo Floyd & Truth Magnum)                     | Pin                                                             |                                                                 |      |               |                                            |                                            |     |                            |                            |                                            |                                            |      |                                       |                                       |               |               |  |                                       |                                       |               |               |  |
|  | The Outrunners (Turbo Floyd & Truth Magnum)                     | The Outrunners (Turbo Floyd & Truth Magnum)                     | Pin                                                             |                                                                 |      |               |                                            |                                            |     |                            |                            |                                            |                                            |      | Blunt Force Trauma (Carnage & Damage) | Blunt Force Trauma (Carnage & Damage) | Pin           |               |  |                                       |                                       |               |               |  |
|  |                                                                 |                                                                 |                                                                 |                                                                 |      |               |                                            |                                            |     |                            |                            |                                            |                                            |      | Blunt Force Trauma (Carnage & Damage) | Blunt Force Trauma (Carnage & Damage) | Pin           |               |  |                                       |                                       |               |               |  |
|  |                                                                 |                                                                 | Myzteziz Jr. & Octagon Jr.                                      | Myzteziz Jr. & Octagon Jr.                                      | 6:00 |               |                                            |                                            |     |                            |                            |                                            |                                            |      |                                       |                                       |               |               |  |                                       |                                       |               |               |  |
|  |                                                                 |                                                                 | Myzteziz Jr. & Octagon Jr.                                      | Myzteziz Jr. & Octagon Jr.                                      | 6:00 |               |                                            |                                            |     |                            |                            |                                            |                                            |      |                                       |                                       |               |               |  |                                       |                                       |               |               |  |
|  |                                                                 |                                                                 |                                                                 |                                                                 |      |               |                                            |                                            |     |                            |                            |                                            |                                            |      |                                       |                                       |               |               |  |                                       |                                       |               |               |  |
|  |                                                                 |                                                                 |                                                                 |                                                                 |      |               |                                            |                                            |     |                            |                            |                                            |                                            |      |                                       |                                       |               |               |  |                                       |                                       |               |               |  |
|  |                                                                 | Myzteziz Jr. & Octagón Jr.                                      | Myzteziz Jr. & Octagón Jr.                                      | Pin                                                             |      |               |                                            |                                            |     |                            |                            |                                            |                                            |      |                                       |                                       |               |               |  |                                       |                                       |               |               |  |
|  |                                                                 |                                                                 |                                                                 | Pin                                                             |      |               |                                            |                                            |     |                            |                            |                                            |                                            |      |                                       |                                       |               |               |  |                                       |                                       |               |               |  |
|  |                                                                 |                                                                 | The SVGS (Jax Dane & Black Troop)                               |                                                                 |      |               |                                            |                                            |     |                            |                            |                                            |                                            |      |                                       |                                       |               |               |  |                                       |                                       |               |               |  |
|  | The SVGS (Jax Dane & Black Troop)                               |                                                                 |                                                                 |                                                                 |      |               |                                            |                                            |     |                            |                            |                                            |                                            |      |                                       |                                       |               |               |  |                                       |                                       |               |               |  |
|  |                                                                 |                                                                 |                                                                 |                                                                 |      |               |                                            |                                            |     |                            |                            |                                            |                                            |      |                                       |                                       |               |               |  |                                       |                                       |               |               |  |
|  | TNT (Terrence & Terrell Hughes)                                 | TNT (Terrence & Terrell Hughes)                                 | Sub                                                             |                                                                 |      |               |                                            |                                            |     |                            |                            |                                            |                                            |      |                                       |                                       |               |               |  |                                       |                                       |               |               |  |
|  | TNT (Terrence & Terrell Hughes)                                 | TNT (Terrence & Terrell Hughes)                                 | Sub                                                             |                                                                 |      |               |                                            |                                            |     | Myzteziz Jr. & Octagón Jr. | Myzteziz Jr. & Octagón Jr. | Pin                                        |                                            |      |                                       |                                       |               |               |  |                                       |                                       |               |               |  |
|  |                                                                 |                                                                 |                                                                 |                                                                 |      |               |                                            |                                            |     | Myzteziz Jr. & Octagón Jr. | Myzteziz Jr. & Octagón Jr. | Pin                                        |                                            |      |                                       |                                       |               |               |  |                                       |                                       |               |               |  |
|  |                                                                 |                                                                 | The Brothers of Funstruction (Yabo the Clown & Ruffo the Clown) |                                                                 |      |               |                                            |                                            |     |                            |                            |                                            |                                            |      |                                       |                                       |               |               |  |                                       |                                       |               |               |  |
|  |                                                                 |                                                                 |                                                                 |                                                                 |      |               |                                            |                                            |     |                            |                            |                                            |                                            |      |                                       |                                       |               |               |  |                                       |                                       |               |               |  |
|  |                                                                 |                                                                 |                                                                 |                                                                 |      |               |                                            |                                            |     |                            |                            |                                            |                                            |      |                                       |                                       |               |               |  |                                       |                                       |               |               |  |
|  |                                                                 |                                                                 |                                                                 |                                                                 |      |               |                                            |                                            |     |                            |                            |                                            |                                            |      |                                       |                                       |               |               |  |                                       |                                       |               |               |  |
|  |                                                                 | A Cut Above (Thom Latimer & Rhett Titus)                        |                                                                 |                                                                 |      |               |                                            |                                            |     |                            |                            |                                            |                                            |      |                                       |                                       |               |               |  |                                       |                                       |               |               |  |
|  |                                                                 |                                                                 |                                                                 |                                                                 |      |               |                                            |                                            |     |                            |                            |                                            |                                            |      |                                       |                                       |               |               |  |                                       |                                       |               |               |  |
|  |                                                                 |                                                                 | The Brothers of Funstruction (Yabo the Clown & Ruffo the Clown) | The Brothers of Funstruction (Yabo the Clown & Ruffo the Clown) | Pin  |               |                                            |                                            |     |                            |                            |                                            |                                            |      |                                       |                                       |               |               |  |                                       |                                       |               |               |  |
|  | The Fixers (Jay Bradley & Wrecking Ball Legursky)               |                                                                 | The Brothers of Funstruction (Yabo the Clown & Ruffo the Clown) | The Brothers of Funstruction (Yabo the Clown & Ruffo the Clown) | Pin  |               |                                            |                                            |     |                            |                            |                                            |                                            |      |                                       |                                       |               |               |  |                                       |                                       |               |               |  |
|  |                                                                 |                                                                 |                                                                 |                                                                 |      |               |                                            |                                            |     |                            |                            |                                            |                                            |      |                                       |                                       |               |               |  |                                       |                                       |               |               |  |
|  | The Brothers of Funstruction (Yabo the Clown & Ruffo the Clown) | The Brothers of Funstruction (Yabo the Clown & Ruffo the Clown) | Pin                                                             |                                                                 |      |               |                                            |                                            |     |                            |                            |                                            |                                            |      |                                       |                                       |               |               |  |                                       |                                       |               |               |  |
|  | The Brothers of Funstruction (Yabo the Clown & Ruffo the Clown) | The Brothers of Funstruction (Yabo the Clown & Ruffo the Clown) | Pin                                                             |                                                                 |      |               |                                            |                                            |     |                            |                            |                                            |                                            |      |                                       |                                       |               |               |  | Blunt Force Trauma (Carnage & Damage) | Blunt Force Trauma (Carnage & Damage) | 9:55          |               |  |
|  |                                                                 |                                                                 |                                                                 |                                                                 |      |               |                                            |                                            |     |                            |                            |                                            |                                            |      |                                       |                                       |               |               |  | Blunt Force Trauma (Carnage & Damage) | Blunt Force Trauma (Carnage & Damage) | 9:55          |               |  |
|  |                                                                 |                                                                 | Mike Knox & Trevor Murdoch                                      | Mike Knox & Trevor Murdoch                                      | Pin  |               |                                            |                                            |     |                            |                            |                                            |                                            |      |                                       |                                       |               |               |  |                                       |                                       |               |               |  |
|  |                                                                 |                                                                 | Mike Knox & Trevor Murdoch                                      | Mike Knox & Trevor Murdoch                                      | Pin  |               |                                            |                                            |     |                            |                            |                                            |                                            |      |                                       |                                       |               |               |  |                                       |                                       |               |               |  |
|  |                                                                 |                                                                 |                                                                 |                                                                 |      |               |                                            |                                            |     |                            |                            |                                            |                                            |      |                                       |                                       |               |               |  |                                       |                                       |               |               |  |
|  |                                                                 |                                                                 |                                                                 |                                                                 |      |               |                                            |                                            |     |                            |                            |                                            |                                            |      |                                       |                                       |               |               |  |                                       |                                       |               |               |  |
|  |                                                                 | The Midnight Raiders (Tyrus & Chris Adonis)                     | The Midnight Raiders (Tyrus & Chris Adonis)                     | DQ                                                              |      |               |                                            |                                            |     |                            |                            |                                            |                                            |      |                                       |                                       |               |               |  |                                       |                                       |               |               |  |
|  |                                                                 |                                                                 |                                                                 | DQ                                                              |      |               |                                            |                                            |     |                            |                            |                                            |                                            |      |                                       |                                       |               |               |  |                                       |                                       |               |               |  |
|  |                                                                 |                                                                 | Judais & Max The Impaler                                        |                                                                 |      |               |                                            |                                            |     |                            |                            |                                            |                                            |      |                                       |                                       |               |               |  |                                       |                                       |               |               |  |
|  | Judais & Max the Impaler                                        | Judais & Max the Impaler                                        | Pin                                                             |                                                                 |      |               |                                            |                                            |     |                            |                            |                                            |                                            |      |                                       |                                       |               |               |  |                                       |                                       |               |               |  |
|  | Judais & Max the Impaler                                        | Judais & Max the Impaler                                        | Pin                                                             |                                                                 |      |               |                                            |                                            |     |                            |                            |                                            |                                            |      |                                       |                                       |               |               |  |                                       |                                       |               |               |  |
|  | The NOW (Hale Collins & Vik Dalishus)                           |                                                                 |                                                                 |                                                                 |      |               |                                            |                                            |     |                            |                            |                                            |                                            |      |                                       |                                       |               |               |  |                                       |                                       |               |               |  |
|  |                                                                 |                                                                 |                                                                 |                                                                 |      |               | The Midnight Riders (Tyrus & Chris Adonis) | The Midnight Riders (Tyrus & Chris Adonis) | Pin |                            |                            |                                            |                                            |      |                                       |                                       |               |               |  |                                       |                                       |               |               |  |
|  |                                                                 |                                                                 |                                                                 |                                                                 |      |               |                                            |                                            | Pin |                            |                            |                                            |                                            |      |                                       |                                       |               |               |  |                                       |                                       |               |               |  |
|  |                                                                 |                                                                 | Kratos & Odinson                                                |                                                                 |      |               |                                            |                                            |     |                            |                            |                                            |                                            |      |                                       |                                       |               |               |  |                                       |                                       |               |               |  |
|  |                                                                 |                                                                 |                                                                 |                                                                 |      |               |                                            |                                            |     |                            |                            |                                            |                                            |      |                                       |                                       |               |               |  |                                       |                                       |               |               |  |
|  |                                                                 |                                                                 |                                                                 |                                                                 |      |               |                                            |                                            |     |                            |                            |                                            |                                            |      |                                       |                                       |               |               |  |                                       |                                       |               |               |  |
|  |                                                                 |                                                                 |                                                                 |                                                                 |      |               |                                            |                                            |     |                            |                            |                                            |                                            |      |                                       |                                       |               |               |  |                                       |                                       |               |               |  |
|  |                                                                 | The Country Gentlemen (AJ Cazana & Anthony Andrews)             | The Country Gentlemen (AJ Cazana & Anthony Andrews)             | Pin                                                             |      |               |                                            |                                            |     |                            |                            |                                            |                                            |      |                                       |                                       |               |               |  |                                       |                                       |               |               |  |
|  |                                                                 |                                                                 |                                                                 | Pin                                                             |      |               |                                            |                                            |     |                            |                            |                                            |                                            |      |                                       |                                       |               |               |  |                                       |                                       |               |               |  |
|  |                                                                 |                                                                 | Kratos & Odinson                                                |                                                                 |      |               |                                            |                                            |     |                            |                            |                                            |                                            |      |                                       |                                       |               |               |  |                                       |                                       |               |               |  |
|  | Kratos & Odinson                                                | Kratos & Odinson                                                | Pin                                                             |                                                                 |      |               |                                            |                                            |     |                            |                            |                                            |                                            |      |                                       |                                       |               |               |  |                                       |                                       |               |               |  |
|  | Kratos & Odinson                                                | Kratos & Odinson                                                | Pin                                                             |                                                                 |      |               |                                            |                                            |     |                            |                            |                                            |                                            |      |                                       |                                       |               |               |  |                                       |                                       |               |               |  |
|  | Brian Brock & "Magic" Jake Dumas                                |                                                                 |                                                                 |                                                                 |      |               |                                            |                                            |     |                            |                            |                                            |                                            |      |                                       |                                       |               |               |  |                                       |                                       |               |               |  |
|  |                                                                 |                                                                 |                                                                 |                                                                 |      |               |                                            |                                            |     |                            |                            | The Midnight Riders (Tyrus & Chris Adonis) | The Midnight Riders (Tyrus & Chris Adonis) | 7:53 |                                       |                                       |               |               |  |                                       |                                       |               |               |  |
|  |                                                                 |                                                                 |                                                                 |                                                                 |      |               |                                            |                                            |     |                            |                            |                                            |                                            | 7:53 |                                       |                                       |               |               |  |                                       |                                       |               |               |  |
|  |                                                                 |                                                                 | Mike Knox & Trevor Murdoch                                      | Mike Knox & Trevor Murdoch                                      | Pin  |               |                                            |                                            |     |                            |                            |                                            |                                            |      |                                       |                                       |               |               |  |                                       |                                       |               |               |  |
|  |                                                                 |                                                                 | Mike Knox & Trevor Murdoch                                      | Mike Knox & Trevor Murdoch                                      | Pin  |               |                                            |                                            |     |                            |                            |                                            |                                            |      |                                       |                                       |               |               |  |                                       |                                       |               |               |  |
|  |                                                                 |                                                                 |                                                                 |                                                                 |      |               |                                            |                                            |     |                            |                            |                                            |                                            |      |                                       |                                       |               |               |  |                                       |                                       |               |               |  |
|  |                                                                 |                                                                 |                                                                 |                                                                 |      |               |                                            |                                            |     |                            |                            |                                            |                                            |      |                                       |                                       |               |               |  |                                       |                                       |               |               |  |
|  |                                                                 | Mike Knox & Trevor Murdoch                                      | Mike Knox & Trevor Murdoch                                      | Pin                                                             |      |               |                                            |                                            |     |                            |                            |                                            |                                            |      |                                       |                                       |               |               |  |                                       |                                       |               |               |  |
|  |                                                                 |                                                                 |                                                                 | Pin                                                             |      |               |                                            |                                            |     |                            |                            |                                            |                                            |      |                                       |                                       |               |               |  |                                       |                                       |               |               |  |
|  |                                                                 |                                                                 | Magnum Muscle Dak Draper & Mims                                 |                                                                 |      |               |                                            |                                            |     |                            |                            |                                            |                                            |      |                                       |                                       |               |               |  |                                       |                                       |               |               |  |
|  | Magnum Muscle (Dak Draper & Mims)                               | Magnum Muscle (Dak Draper & Mims)                               | Pin                                                             |                                                                 |      |               |                                            |                                            |     |                            |                            |                                            |                                            |      |                                       |                                       |               |               |  |                                       |                                       |               |               |  |
|  | Magnum Muscle (Dak Draper & Mims)                               | Magnum Muscle (Dak Draper & Mims)                               | Pin                                                             |                                                                 |      |               |                                            |                                            |     |                            |                            |                                            |                                            |      |                                       |                                       |               |               |  |                                       |                                       |               |               |  |
|  | The Spectaculars (Brady Pierce and Rush Freeman)                |                                                                 |                                                                 |                                                                 |      |               |                                            |                                            |     |                            |                            |                                            |                                            |      |                                       |                                       |               |               |  |                                       |                                       |               |               |  |
|  |                                                                 |                                                                 |                                                                 |                                                                 |      |               | Mike Knox & Trevor Murdoch                 | Mike Knox & Trevor Murdoch                 | Pin |                            |                            |                                            |                                            |      |                                       |                                       |               |               |  |                                       |                                       |               |               |  |
|  |                                                                 |                                                                 |                                                                 |                                                                 |      |               |                                            |                                            | Pin |                            |                            |                                            |                                            |      |                                       |                                       |               |               |  |                                       |                                       |               |               |  |
|  |                                                                 |                                                                 | The Mortons (Kerry & Ricky)                                     |                                                                 |      |               |                                            |                                            |     |                            |                            |                                            |                                            |      |                                       |                                       |               |               |  |                                       |                                       |               |               |  |
|  |                                                                 |                                                                 |                                                                 |                                                                 |      |               |                                            |                                            |     |                            |                            |                                            |                                            |      |                                       |                                       |               |               |  |                                       |                                       |               |               |  |
|  |                                                                 |                                                                 |                                                                 |                                                                 |      |               |                                            |                                            |     |                            |                            |                                            |                                            |      |                                       |                                       |               |               |  |                                       |                                       |               |               |  |
|  |                                                                 |                                                                 |                                                                 |                                                                 |      |               |                                            |                                            |     |                            |                            |                                            |                                            |      |                                       |                                       |               |               |  |                                       |                                       |               |               |  |
|  |                                                                 | The Mortons (Kerry & Ricky)                                     | The Mortons (Kerry & Ricky)                                     | Pin                                                             |      |               |                                            |                                            |     |                            |                            |                                            |                                            |      |                                       |                                       |               |               |  |                                       |                                       |               |               |  |
|  |                                                                 |                                                                 |                                                                 | Pin                                                             |      |               |                                            |                                            |     |                            |                            |                                            |                                            |      |                                       |                                       |               |               |  |                                       |                                       |               |               |  |
|  |                                                                 |                                                                 | Arez & Toxin                                                    |                                                                 |      |               |                                            |                                            |     |                            |                            |                                            |                                            |      |                                       |                                       |               |               |  |                                       |                                       |               |               |  |
|  | Los Vipers (AAA) (Arez & Toxin)                                 | Los Vipers (AAA) (Arez & Toxin)                                 | Pin                                                             |                                                                 |      |               |                                            |                                            |     |                            |                            |                                            |                                            |      |                                       |                                       |               |               |  |                                       |                                       |               |               |  |
|  | Los Vipers (AAA) (Arez & Toxin)                                 | Los Vipers (AAA) (Arez & Toxin)                                 | Pin                                                             |                                                                 |      |               |                                            |                                            |     |                            |                            |                                            |                                            |      |                                       |                                       |               |               |  |                                       |                                       |               |               |  |
|  | The Heatseekers (Elliot Russell & Sigmon)                       |                                                                 |                                                                 |                                                                 |      |               |                                            |                                            |     |                            |                            |                                            |                                            |      |                                       |                                       |               |               |  |                                       |                                       |               |               |  |
|  |                                                                 |                                                                 |                                                                 |                                                                 |      |               |                                            |                                            |     |                            |                            |                                            |                                            |      |                                       |                                       |               |               |  |                                       |                                       |               |               |  |
|  |                                                                 |                                                                 |                                                                 |                                                                 |      |               |                                            |                                            |     |                            |                            |                                            |                                            |      |                                       |                                       |               |               |  |                                       |                                       |               |               |  |

1. ↑  SVGS derrotaron a Daysi Kill & Talos en el NWA Power emitido el 25 de abril, clasificando al Torneo por la Copa Crockett 2023.
2. ↑  Judais & Max derrotaron a The Miserably Faithful (Gaagz The Gymp & Sal The Pal) en el NWA USA emitido el 6 de mayo, clasificando al Torneo por la Copa Crockett 2023.
3. ↑  Knox & Murdoch derrotaron a The Fixers (Jay Bradley & Wrecking Ball Legursky) en el NWA Power emitido el 25 de abril, clasificando al Torneo por la Copa Crockett 2023.
4. ↑  Magnum Muscle derrotaron a The Fixer Nation (Matt Vine & The Fixer) en el NWA USA emitido el 22 de abril, clasificando al Torneo por la Copa Crockett 2023.
5. ↑  The Spectaculars derrotaron a Rolando Freeman & Eric Jackson con Homicide como árbitro invitado en el NWA USA emitido el 6 de mayo, clasificando al Torneo por la Copa Crockett 2023.